# Lynn (Indiana)
Lynn est une municipalité située dans le comté de Randolph, dans l’État de l'Indiana, aux États-Unis. Lors du recensement de 2020, elle comptait 954 habitants.